# جاي فوكس (رواية)
رواية جاي فوكس هي رواية نُشرت لأول مرةٍ كمسلسل في مجلة بنتلي مسلني، وكان ذلك بين يناير ونوفمبر 1840. نُشرت لاحقًا كمجموعة من ثلاثة مجلدات في يوليو 1841، وكانت مرفقةً برسومٍ توضيحية لجورج كروكشانك. تستند الرواية إلى مؤامرة البارود التي حصلت عام 1605، وهي محاولةٌ فاشلة لتفجير مجلس البرلمان.